# Proteopharmacis seriata
Proteopharmacis seriata là một loài bướm đêm trong họ Geometridae.